# R. Stevie Moore
Robert Steven Moore (Nashville, 18 gennaio 1952) è un compositore, polistrumentista e cantautore statunitense che ha aperto la strada alla musica lo-fi/DIY.
Spesso definito il "godfather of Home recording". 
È uno degli artisti più riconosciuti dell'underground a cassette , e la sua influenza è particolarmente sentita negli artisti pop della Lo-fi music e del Pop ipnagogico. Dal 1968 ha autoprodotto circa 400 album, mentre circa tre dozzine di album ufficiali (in gran parte compilation) sono stati pubblicati su varie etichette.

## Biografia
Figlio del bassista Bob Moore del Nashville A-Team, Steven è cresciuto negli anni sessanta ascoltando i Beatles, i Beach Boys, i Mothers of Invention e Jimi Hendrix . Il giorno del suo sedicesimo compleanno, ha ricevuto un registratore a bobina a quattro tracce e ha iniziato a registrare come one-man band nel seminterrato dei suoi genitori nella periferia di Madison, nel Tennessee. L'innovativa manipolazione dei processi di registrazione a bassa fedeltà nei suoi primi album ha definito la sua estetica generale. Con l'aiuto di suo zio, ha fatto il suo debutto ufficiale su etichetta con Phonography del 1976, che è stato ben accolto nei circoli punk e new wave di New York. Il suo lavoro incorpora una varietà di generi musicali, sia popolari che sperimentali, e i suoi dischi sono tipicamente in stile radio freeform. Descrive la sua prolifica produzione come "un diario del suono".
Dal 1978 al 2010, Moore ha vissuto e registrato nei suoi studi di appartamenti nel nord del New Jersey. È stato anche un membro dello staff della WFMU per diversi anni. Nel 1982 ha lanciato il R. Stevie Moore Cassette Club, il suo servizio di posta a domicilio. Per tutti gli anni '80, l'etichetta francese New Rose Records ha pubblicato una serie di album di Moore: Everything (1984), Glad Music (1986), Teenage Spectacular (1987) e Warning (1988). Dopo gli anni 2000, è diventato più noto per i suoi rapporti con Ariel Pink, che ha spesso elogiato Moore come il suo "mentore".

## Impatto e Riconoscimento
Stewart Mason di AllMusic ha riassunto il lavoro di Moore come una miscela "unica nel suo genere" di "classic pop influences, arty experimentalism, idiosyncratic lyrics, wild stylistic left turns, and homemade rough edges". Tuttavia "entire generations of lo-fi enthusiasts and indie trailblazers, from Guided by Voices to The Apples in Stereo, owe much to [his] pioneering in the field". 
Nelle note di copertina di Me Too, il membro di XTC Dave Gregory ha affermato che Moore era "un talento anticonformista seriamente sottovalutato, il Neil Young del vero underground ... i suoi testi sono intelligenti e decisamente divertenti, sa come mettere insieme una sequenza di accordi e ha un dono per la melodia che molti cantautori "di successo" invidierebbero".  Lui ebbe modo di lavorare su un remake di "Dates" di Moore nel 1999.
Il fondatore di XTC Andy Partridge ha fatto eco al lavoro di Moore: "Che bellezza, che invenzione".
Un più ampio riconoscimento della musica di Moore è arrivato alla fine degli anni 2000 come risultato di nuovi atti che lo hanno citato come un'influenza.  In particolare Ariel Pink, che iniziò una corrispondenza con Moore all'inizio del decennio e registrò alcune collaborazioni. Il lavoro di Pink condivideva gran parte degli stessi approcci musicali, anche se Moore nega che suonino simili. L'esposizione di Moore è cresciuta insieme al successo da solista di Pink, il quale ha ripetutamente sostenuto ciò in varie interviste alla stampa. Nel 2005 Pink ha affermato che stava "cercando di apprezzare, invertire il tempo. Sto cercando di convincere Todd Hyman a ripubblicarlo su Acute. È criminale che non sia molto conosciuto. Soprattutto alla luce del fatto che sto ricevendo attenzione. ... Mojo non ha mai nemmeno scritto una parola su di lui. Uncut, nemmeno una parola".  Nel 2006, Pink ha curato la retrospettiva di Moore Ariel Pink's Picks Vol. 1 e nel 2012 il duo ha pubblicato l'album in collaborazione Ku Klux Glam.
Quando un articolo del New York Times 2006 ha fatto riferimento a lui come il progenitore della Lo-fi music, Moore ha risposto polemicamente che "l'idea era esilarante. Immagino che a causa della mia età, a causa della mia aspra lotta per guadagnarmi da vivere e ottenere un po 'di notorietà. L'ho deriso. ... Molta della musica che esce da queste stanze non è nemmeno interessante, non degna di essere ascoltata. Ma solo in parte lo sarà".  Moore ha anche esitato ad essere associato alla Outsider music, spiegando che mentre "ama" artisti come Wesley Willis o Daniel Johnston, "essi non hanno idea di come scrivere o arrangiare una canzone di Brian Wilson". Tim Burrows di Dazed Digital ha osservato che "con un piccolo aiuto di James Ferraro e pochi altri, si può ritenere che Moore e Pink abbiano influenzato l'intero movimento del Pop ipnagogico.

## Discografia
A causa della sua prolifica produzione, la maggior parte delle uscite in CD e in vinile di Moore sono compilation che hanno attraversato tutta la sua carriera. Durante un'apparizione del 1984 a The Scott and Gary Show, dichiarò di avere 109 uscite in totale.  Nel 2012, la sua pagina Bandcamp elencava oltre 200 pubblicazioni. 
Anche se è spesso riportato che la sua discografia completa supera i 400 album, Moore ha detto che la stima non era un "numero effettivo comprovato" e che "400 potrebbe sembrare un po' troppo, [ma] quando si tratta di ogni bit di registrazione casalinga che ho mai fatto, inclusa la produzione con amici, versioni dub alternative, dischi session, audio effimeri, eccetera, diventa improvvisamente un'ipotesi illimitata".  In risposta all'articolo di Wikipedia in inglese su Moore, che in precedenza affermava che il conteggio era "almeno 200", ha chiesto ai fan sul suo sito web di calcolare una stima più accurata. Nel febbraio 2018, ha ricevuto un conteggio di 354 pubblicazioni elencate nella sua pagina "tapelist" (inclusi video e registrazioni dal vivo), 391 nella sua pagina "elenco album" e 344 su Bandcamp.

### Album studio
- Tensione delicata (1978)
- Clack! (1980)
- Glad Music (1986)
- Teenage Spectacular (1987)
- Avvertimento (1988)
- Objectivity (1997) (con Yukio Yung)
- FairMoore (2002) (con Jad Fair)
- The Yung & Moore Show (2006) (con Yukio Yung)
- Avanzato (2011)
- Ku Klux Glam (2012) (con Ariel Pink)
- The Great American Songbook - Vol. 1 (2014) (con Jad Fair)
- Make It Be (2015) (con Jason Falkner)
- The Embodiment of Progressive Ideals (2018) (con Alan Jenkins e i Kettering Vampires)
- Tendenze delle notizie false (2019) (con Gary Wilson)

### Compilation
- Fonografia (1976)
- Tutto quello che avresti sempre voluto sapere su R. Stevie Moore ma avevi paura di chiedere (1984)
- Qual e il punto?!! (1984)
- Verve (1985)
- R. Stevie Moore (1952-19 ??) (1987)
- Has-Beens and Never-Weres (1990)
- Greatesttits (1990)
- Contact Risk (1993)
- Revolve (1995)
- Il futuro è peggiore del passato (1999)
- Centinaia di nascondigli (2002)
- Tuttavia ottimista (2003)
- Meet the R. Stevie Moore (2008)
- Anche io (2009)
- Le scelte di Ariel Pink Vol. 1 (2011)
- Apparecchi acustici (2012)
- Lo Fi Hi Fives ... A Kind Of Best Of (2012)
- Appello personale (2013)
- Afterlife (2019)
- R. Stevie Moore On Earth (2021)
- Freedom Vs. Fate (2021)
- "Cool Daddio": Original Film Soundtrack (2022)